# Sokol (otok)
Sokol je nenaseljeni hrvatski jadranski otočić, oko 700 metara južno od Obonjana.
Njegova površina iznosi 0,018 km². Dužina obalne crte iznosi 0,54 km.